# Neil Abercrombie
Pour les articles homonymes, voir Abercrombie.
Neil Abercrombie, né le 26 juin 1938 à Buffalo, est un homme politique américain, membre du Parti démocrate. Il est gouverneur de l'État d'Hawaï de 2010 à 2014.
Né à Buffalo, dans l'État de New York, M. Abercrombie est diplômé de l'Union College et de l'université d'Hawaii à Mānoa. Il a commencé sa carrière politique en 1975, en remportant un siège à la Chambre des représentants d'Hawaï. Il a siégé à la Chambre jusqu'en 1979, date à laquelle il a été élu au Sénat de l'État d'Hawaï. À la suite de la démission de Cecil Heftel, qui a quitté la Chambre des représentants des États-Unis pour se présenter au poste de gouverneur, Abercrombie a été élu au siège vacant lors d'une élection spéciale en 1986, mais a perdu la primaire démocrate pour un mandat complet le même jour. Abercrombie a occupé le reste du mandat de Heftel jusqu'en janvier 1987. Il a siégé au conseil municipal d'Honolulu de 1988 à 1990 avant de revenir au Congrès en 1991. Abercrombie a effectué neuf mandats consécutifs à la Chambre des représentants de 1993 à 2010, représentant le 1er district congressionnel d'Hawaï, composé de la zone urbaine d'Honolulu.
Le gouverneur sortant Linda Lingle ne pouvant se représenter en raison de la limitation du nombre de mandats, M. Abercrombie a déclaré sa candidature au poste de gouverneur en mars 2009. En septembre 2010, il a remporté la primaire démocrate à cinq candidats avec 59 % des voix. M. Abercrombie a ensuite affronté le candidat républicain, le lieutenant-gouverneur Duke Aiona, lors de l'élection générale. Le 2 novembre 2010, M. Abercrombie et son colistier Brian Schatz ont battu M. Aiona avec 57 % des voix. M. Abercrombie a prêté serment le 6 décembre 2010. En 2014, il a été battu lors des primaires démocrates par le sénateur de l'État David Ige, qui a remporté l'élection générale.

## Biographie
De 1986 à 1987 et de 1991 à 2010, il est l'un des deux représentants démocrates de l'État d'Hawaï à la Chambre des représentants des États-Unis. Il est également élu au Conseil de la ville d'Honolulu de 1988 à 1990.
Le 2 novembre 2010, il est élu gouverneur de l'État d'Hawaï en obtenant 58,2 % des voix face au candidat républicain et lieutenant-gouverneur sortant James Aiona. Le 6 décembre, il prête serment et devient à 72 ans le septième gouverneur élu d'Hawaï.
Quatre ans plus tard, lors d'une primaire âprement disputée, il est défait par le sénateur de l'État David Ige qui est désigné candidat à l'élection du gouverneur du 4 novembre 2014. Élu, David Ige succède à Neil Abercrombie le 1er décembre suivant.

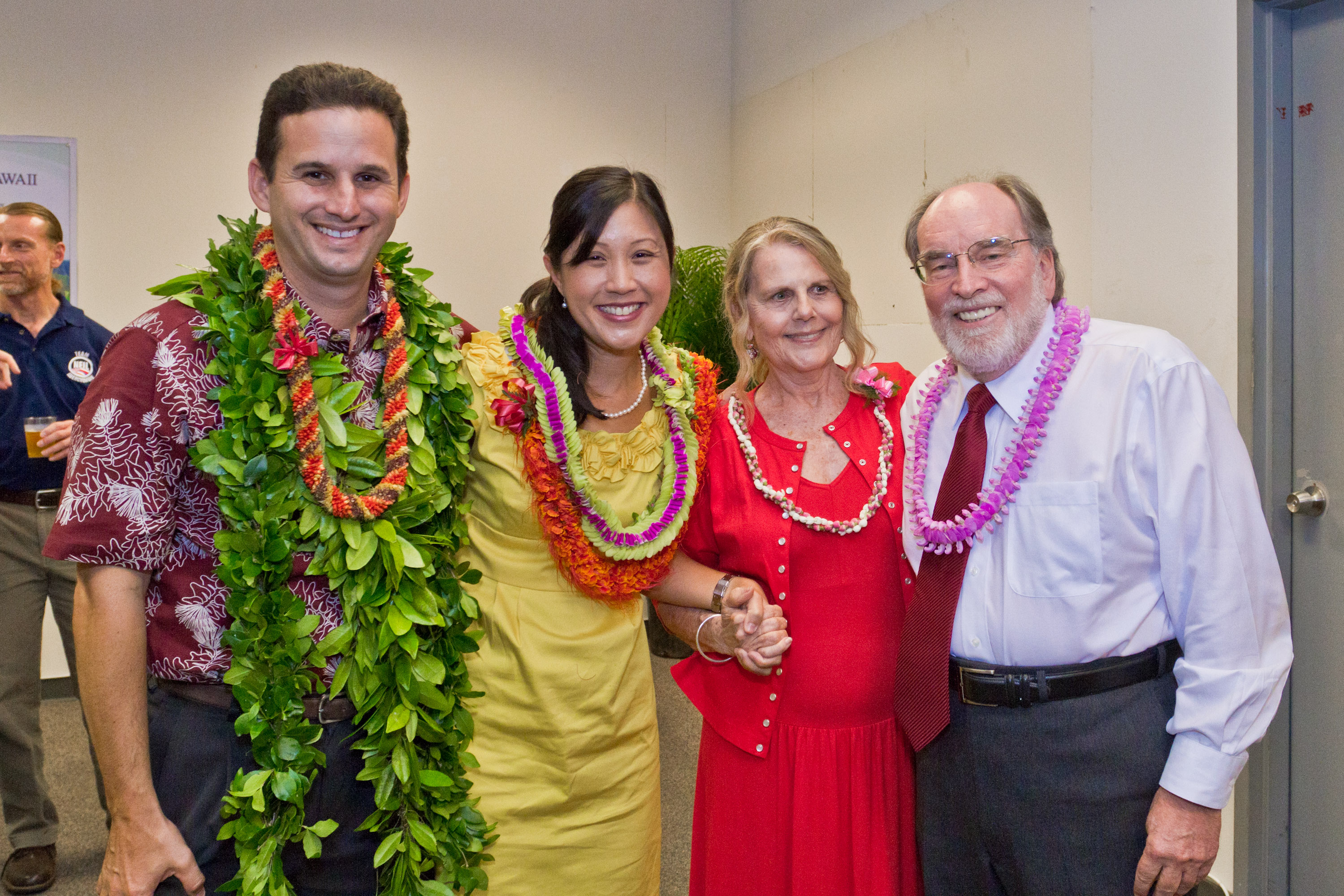
De gauche à droite : le lieutenant-gouverneur élu Brian Schatz, son épouse Linda Kwok Kai Yun Schatz, la future première dame d'Hawaï Nancie Caraway et le gouverneur élu d'Hawaï Neil Abercrombie, le 2 novembre 2010.